# 杜恩克鲁特战役
杜恩克鲁特战役，也称马希菲尔德战役（德语：Schlacht bei Dürnkrut或Schlacht auf dem Marchfeld），是罗马人的国王鲁道夫一世和普热米尔王朝的波西米亚国王奥托卡二世之间争夺奥地利和施蒂利亚等地的决战。战役的结果是鲁道夫一世获胜，奥托卡二世战死，从此奥地利和施蒂利亚开始归属哈布斯堡王朝。

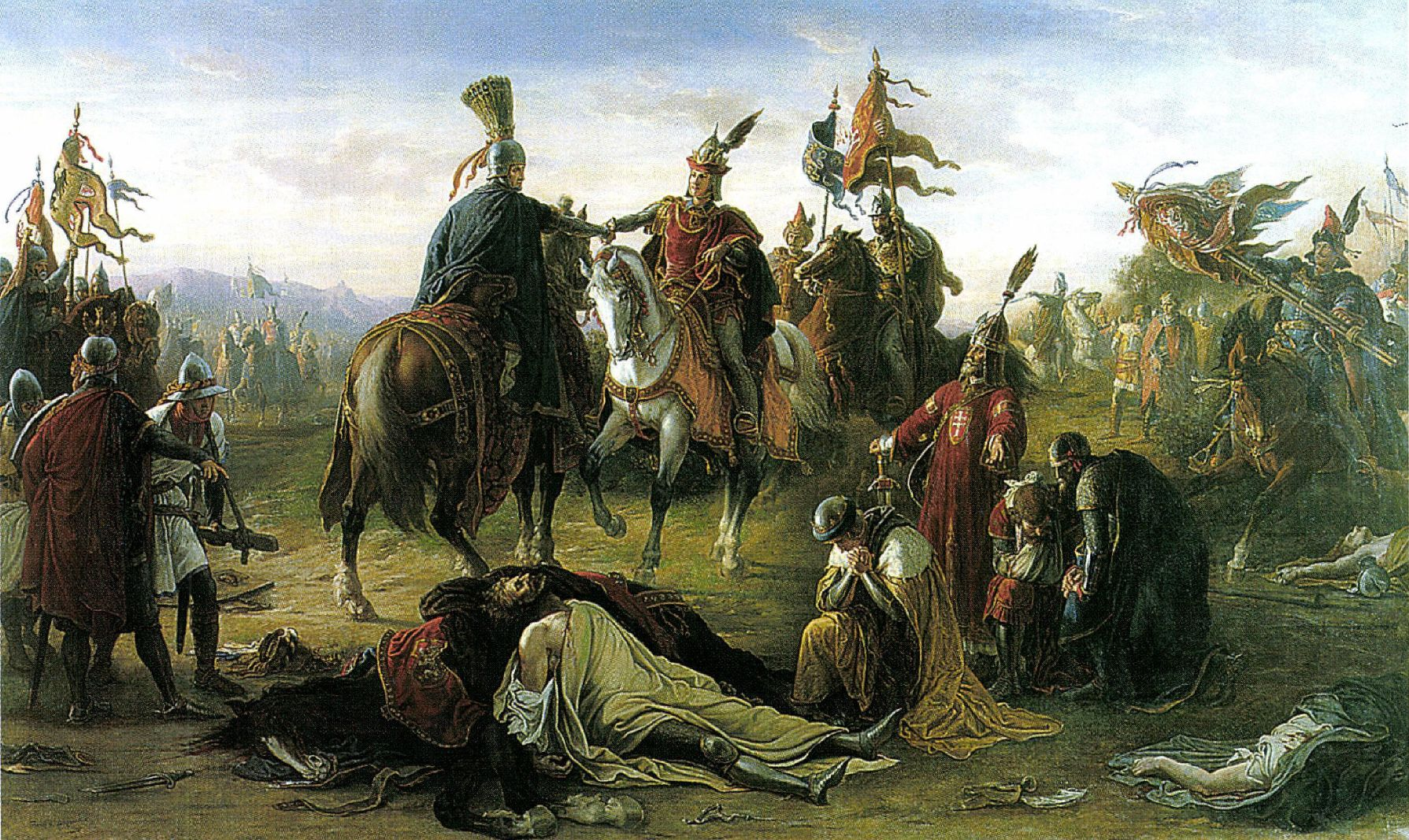
拉斯洛四世和鲁道夫在战场上见面

战役在维也纳以北的迪恩克鲁特与耶登施派根之间展开。奥托卡二世率领的波西米亚军队在此遭遇了由哈布斯堡的鲁道夫一世与匈牙利国王拉斯洛四世组成的联军的进攻。这场投入15,300名骑兵的中世纪中欧最大规模骑兵会战，最终以匈牙利骑兵的关键作用赢得胜利。

## 王权之争

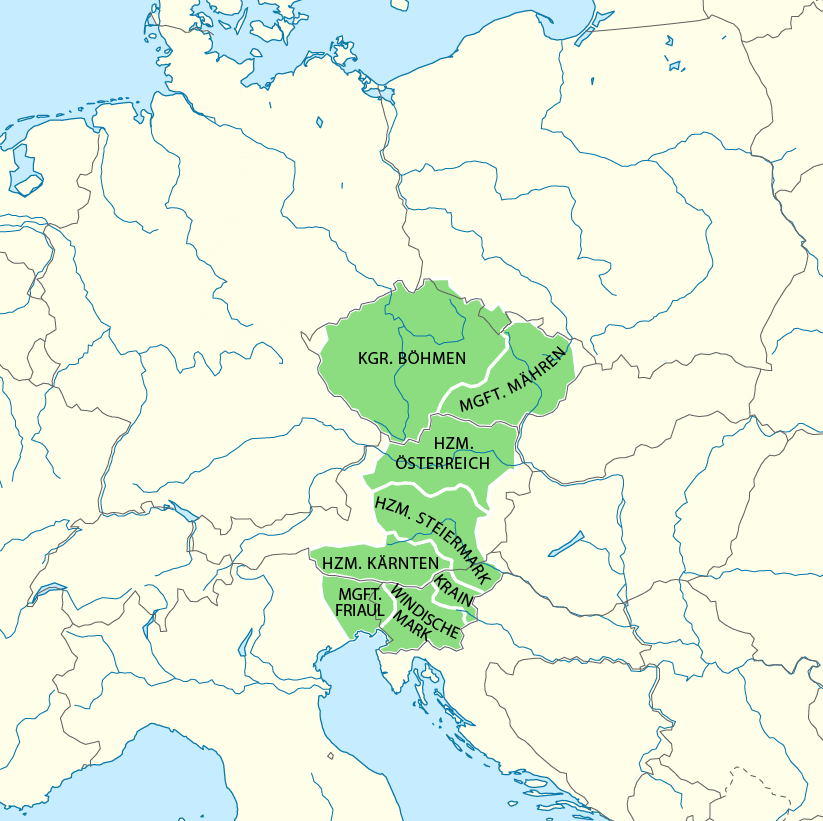
奥托卡二世在1276年控制的领地

1250-1273年间，普热米斯尔王朝的奥托卡二世通过扩张将领土延伸至亚得里亚海。然而，新当选的德意志国王鲁道夫一世于1276年颁布帝国禁令，宣布奥托卡为帝国公敌，强行接管其奥地利、卡林西亚、卡尼奥拉和施蒂里亚领地。被迫退守波希米亚与摩拉维亚的奥托卡，对选帝结果提出异议，并于1278年发动反攻，试图借助维也纳等地民众对哈布斯堡统治的不满来重夺霸权。

## 战役过程
匈牙利轻骑兵与库曼弓骑兵协同作战，以箭雨扰乱波军左翼后实施冲锋，成功击溃该侧防线。中军爆发重装骑士的正面碰撞，鲁道夫部队一度被压制后退，德意志国王本人更在混战中坠马险遭不测。同时，德国将领乌尔里希·冯·卡佩伦率200精锐骑兵实施背后突袭，与正面部队形成夹击之势，彻底瓦解波军阵型。
最终，奥托卡二世在乱军中被杀，溃逃的波希米亚士兵遭到库曼骑兵无情追杀。

## 后续
此战役标志着哈布斯堡王朝开始确立在中欧的统治地位，而普热米斯尔王朝的影响力被压缩至波希米亚-摩拉维亚地区。战役中展现的骑兵战术革新与多国联军作战模式，为此后数百年的欧洲军事史提供了经典范例。维也纳从此成为哈布斯堡家族权力的象征，直至二十世纪初王朝落幕。
普热斯米尔家族虽战败，仍保留权力，并依赖库特纳霍拉银矿巩固地位。鲁道夫一世随后将波希米亚让与奥托卡二世之子瓦茨拉夫二世，并通过联姻加强对其控制。  